# Daminozyd
Daminozyd – organiczny związek chemiczny z grupy hydrazydów, stosowany jako regulator wzrostu i rozwoju roślin i jako taki dopuszczony do obrotu w uprawie chryzantem. Jest potencjalną substancją rakotwórczą.